# Scandinavium
A Scandinavium  a legnagyobb sport- és koncert aréna Göteborgban, Svédországban. Az építése 1969-ben kezdődött és a város 350. évfordulójára, 1971. május 18-ra készült el. 1990-ben kibővítették, 2001-ben a 2002-es férfi kézilabda-Európa-bajnokságra, 2006-ban pedig a 2006-os női kézilabda-Európa-bajnokságra felújították.
Az aréna nagyszabású eseményeknek adott otthont, rendeztek itt kézilabda világ- és Európa-bajnoki mérkőzéseket, jégkorong világbajnoki csoportmeccseket, Davis-kupa döntőt és itt rendezték meg az 1985-ös Eurovíziós Dalfesztivált. A Scandinavium Aréna az otthona a Svéd Jégkorong Ligában játszó Frölunda HC csapatának és rendszeresen otthont ad a Göteborg Horse Show-nak is.

## Elhelyezkedése
A Scandinavium Göteborg központjában, a Heden körzetben helyezkedik el. A Scandinavium az Evenemangsstråket rendezvényterület közepén található, melynek része még továbbá az Ullevi Stadion, a Liseberg Vidámpark, az Universeum Tudományos Központ, a Museum of World Culture és a Bergakungen Moziközpont.

## Megközelítése
Az arénát tömegközlekedéssel könnyű megközelíteni, a közelében több villamosvonalnak is van megállója (6, 8, 9, 13 és 14-es vonalak). A Nils Ericson Központi Pályaudvar 1,5 kilométerre északnyugati irányban, a Liseberg állomás pedig délkeleti irányban a közvetlen közelében található.

## Kiemelt események
| Esemény                                  | Év                     |
| ---------------------------------------- | ---------------------- |
| Műkorcsolya- és jégtánc-Európa-bajnokság | 1972, 1980, 1985       |
| Fedett pályás atlétikai Európa-bajnokság | 1974, 1984, 2013       |
| Műkorcsolya- és jégtánc-világbajnokság   | 1976, 2008             |
| Jégkorong-világbajnokság                 | 1981, 2002             |
| ITF Davis-kupa döntő                     | 1984, 1987, 1988, 1997 |
| Eurovíziós Dalfesztivál                  | 1985                   |
| FINA Úszó-világkupa                      | 1988, 1989             |
| Rövid pályás úszó-világbajnokság         | 1997                   |
| ISU Szinkronkorcsolya világbajnokság     | 2005, 2012             |
| Női kézilabda-Európa-bajnokság           | 2006, 2016             |
| Férfi kézilabda-Európa-bajnokság         | 2002                   |
| Férfi kézilabda-világbajnokság           | 1993, 2011             |

Az aréna számos koncertnek is helyszínt biztosított. Színpadán fellépett többek között The Who, a Led Zeppelin és az Iron Maiden is.

## Galéria

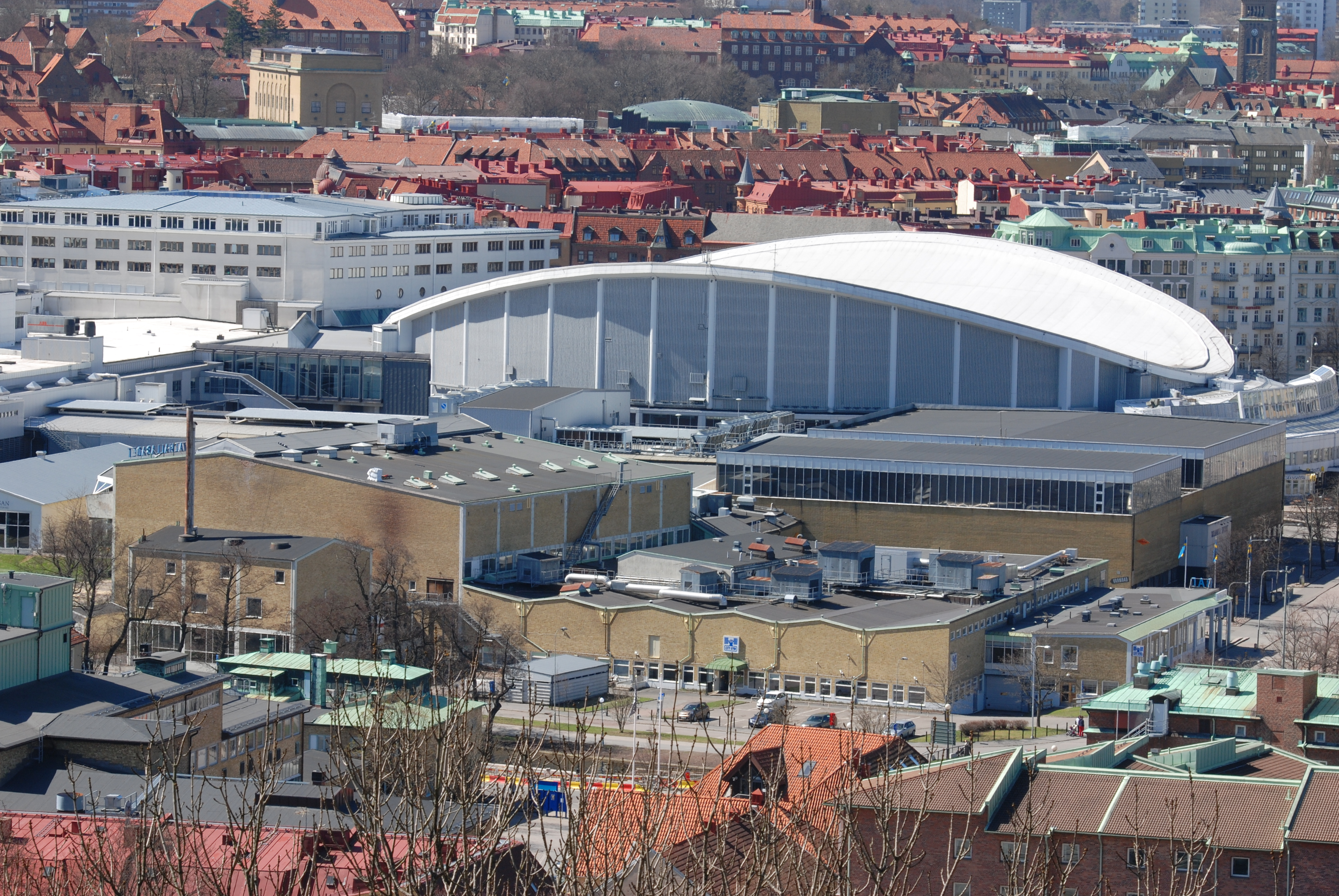
Az épület madártávlatból
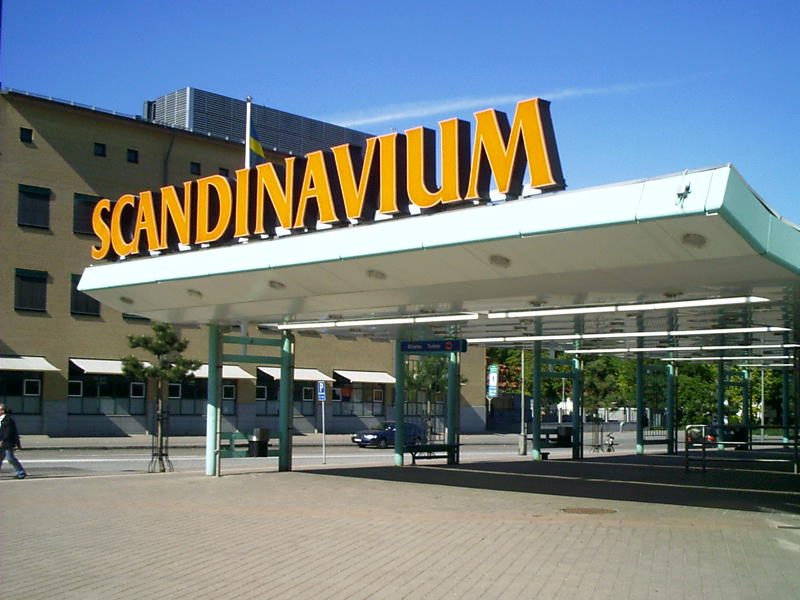
A Scandinavium bejárata
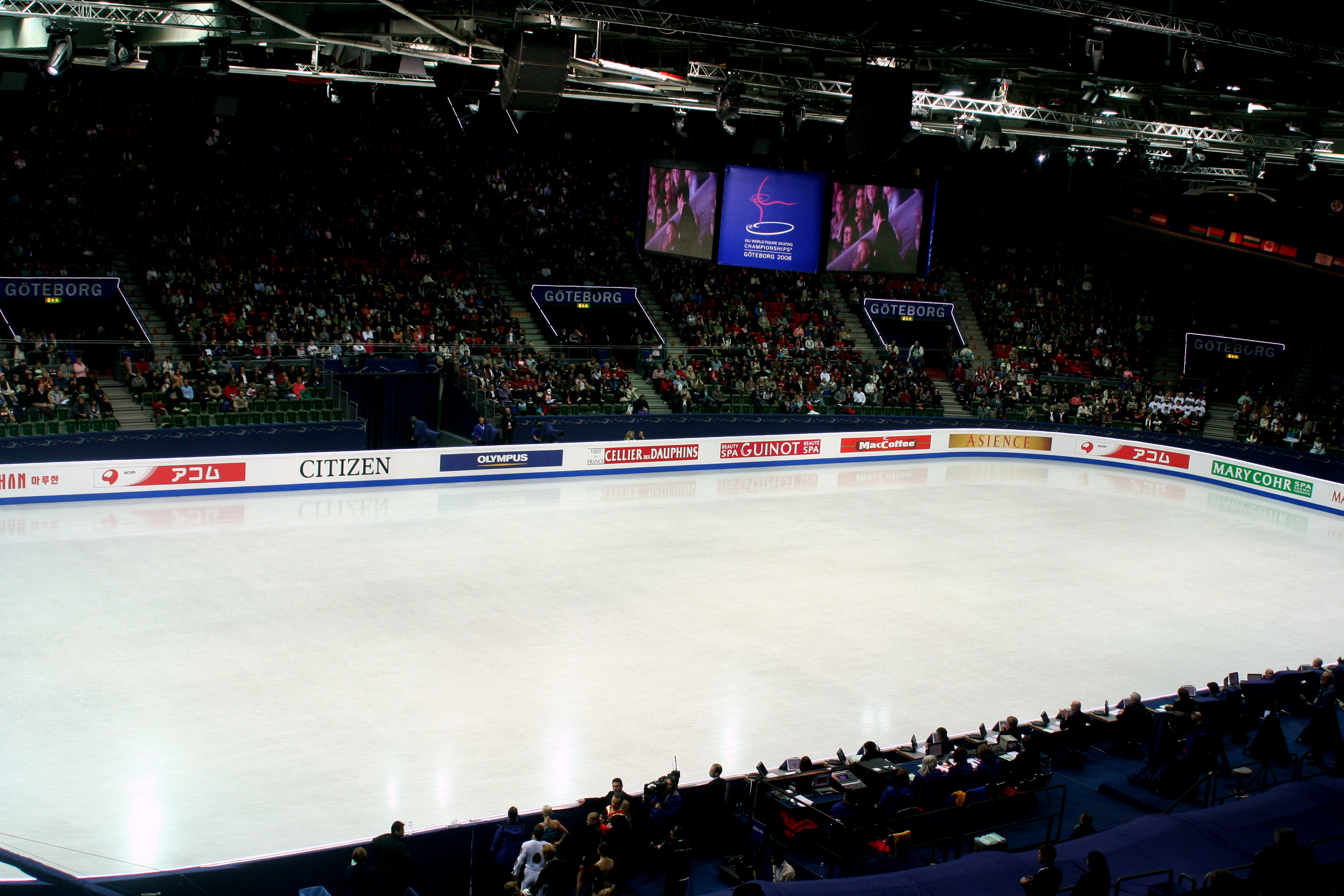
Jégkorong mérkőzés a Scandinaviumban